# Akác (faanyag)
Az akác kemény lombos faanyag, Magyarországon elsősorban a fehér akác (Robinia pseudo-Acacia) anyagát hasznosítják.

## Az élő fa
Nagyon fényigényes, fagyérzékeny, szárazságtűrő, gyorsan növő. A laza homoktalajokat preferálja, de a mezőségi talajokon is jól fejlődik.
Magassága 10-25 m, viszonylag gyakori a sudarlós, görbe növés. Kérge fiatalon sima, világosszürke, idősebb korban hosszanti repedések szabdalják, parában gazdag, vastag, rostos, színe világosbarna. Kéregvastagsága 2-5 cm.

## A faanyag
Szíjácsa keskeny, világos zöldessárga, gesztje sötétebb zöldessárgától vörös-barnáig terjedő színű. Gőzölés után elveszíti zöldes-sárgás színét, megbarnul. Gyűrűs likacsú, a keresztmetszeten éles évgyűrűhatárokkal. A korai fában nagy likacsok vannak, a kései fában csak kis fehér pontocskák láthatók a keresztmetszeten. Keskeny, rövid bélsugarai csak a sugármetszeten láthatóak, színük a fáéval azonos.

## Felhasználása
SzárításSzárításkor könnyen reped, ezért kíméletesen kell szárítani. Szárítás közben nem vetemedik, nem teknősödik.
MegmunkálásKeménysége miatt nehezen faragható, forgácsolható, csiszolható. A szerszáméleket mérsékelten tompítja. Jól esztergálható, gőzölve jól hajlítható.
RögzítésRosszul szegezhető, csavarozható. Általában jól ragasztható hidegen és melegen is. A meleg ragasztás élénkvörös foltosodást okozhat. Nehézséget okozhat az akácnak tölggyel vagy cserrel való ragasztása.
FelületkezelésJól és tartósan pácolható, lakkozható.
TartósságIgen jó, szabadban kb. 80 év, vízben kb. 500 év, állandóan szárazon kb. 1500 év.
Kedvelt mezőgazdasági szerfa. Kiváló tűzifa. Alkalmas bányafának, vezetékoszlopnak, a járműgyártásban, hajóépítésben is bevált. Újabban boroshordó készítésére is használják, bútoripari használata felfutóban van.

## Egyéb tulajdonságai
A Közép-Európában termesztett fafajok közül az akácnak vannak a legjobb szilárdsági és rugalmassági jellemzői. 
Az akác anyagának nedvességtartalma kivágáskor 30-50 százalék közötti, amely jóval alacsonyabb, mint a legtöbb fáé, ezért szárítás nélkül is tüzelhető. A légszáraz akácfa (15-20% nedvességtartalom) köbmétere 7-800 kilogramm, míg friss kitermelésnél 93-950 kg/m³-rel lehet számolni. Az akácfa nehezen gyullad, az ehhez szükséges minimális hősugárzási intenzitás értéke 2,6 W/cm². Tűzállóságát tekintve az épületfaként hasznosított akác 0,5 mm/perc beégési sebességgel rendelkezik.
Gyors növésű, 30-40 évesen már kitermelhető. Véghasználati faproduktuma 80 és 400 m3 közötti. Jó növekedésű akácállományok faanyagtermő képessége 12 m3/Ha/év is lehet.